# Список политических партий Юкона
Это список политических партий Юкона, территории Канады.
В период с 1902 по 1978 года все кандидаты на выборах в Территориальный совет Юкона баллотировались как независимые. Партийная политика была создана для территориальных выборов 1978 года в рамках подготовки к введению в 1979 году ответственного правительства и передаче многих обязанностей от федерального правительства новой Законодательной ассамблее Юкона.
Юкон — единственная из трёх канадских территорий, где политические партии действуют на территориальном уровне. И Нунавут, и Северо-Западные территории управляют своими законодательными органами по канадской модели беспартийного консенсусного правительства.

## Партии, представленные вЗаконодательной ассамблее
| Партия | Партия | Год основания | Идеология         | Лидер         | Мест |
| ------ | --- | ------------- | ----------------- | ------------- | ---- |
|        | Либеральная партия Юкона англ. Yukon Liberal Party фр. Parti libéral du Yukon                               | 1978          | либерализм        | Сэнди Сильвер | 11   |
|        | Партия Юкона англ. Yukon Party фр. Parti du Yukon                                                           | 1991          | консерватизм      | Карри Диксон  | 6    |
|        | Новая демократическая партия Юкона англ. Yukon New Democratic Party фр. Nouveau Parti démocratique du Yukon | 1978          | социал-демократия | Кейт Уайт     | 2    |

## Ранее существовавшие партии
| Партия | Период существования | Идеология                                 | Примечания |
| --- | -------------------- | ----------------------------------------- | --- |
| Прогрессивно-консервативная партия Юкона англ. Yukon Progressive Conservative Party фр. Parti progressiste-conservateur du Yukon | 1978—1991            | консерватизм                              | Предшественник Партии Юкона |
| Партия независимого альянса англ. Independent Alliance Party фр. Alliance de l'indépendant                                       | 1991—1999            | консерватизм                              | Откололась от Партии Юкона |
| Объединённая гражданская партия Юкона англ. United Citizens Party of Yukon фр. Parti des citoyens unis du Yukon                  | 2010—2011            | консерватизм                              | Создана бывшим премьер-министром Юкона Уиллардом Фелпсом Снята с регистрации после того, как от неё не удалось выдвинуть кандидатов |
| Партия первых наций Юкона англ. Yukon First Nations Party фр. Parti des Premières Nations du Yukon                               | 2011—2016            | традиционные верования канадских индейцев | Лидер — Джеральд Диксон-старший, член Первой нации Клуане                                                                           |
| Партия зелёных Юкона англ. Yukon Green Party фр. Parti vert du Yukon                                                             | 2011—2021            | зелёная политика                          | вакантно |